# Émile Jonassaint
Émile Jonassaint fue presidente interino de Haití (1913, Port-de-Paix - 24 de octubre de 1995, Puerto Príncipe) fue un político haitiano perteneciente a la Corte Suprema de Justicia de Haití.
Fue presidente de la Asamblea Constituyente de Haití durante la Constitución de 1987.
Fue nombrado Presidente provisional de la República de Haití, durante cinco meses (11 de mayo a 12 de octubre) en 1994 después de que el régimen militar había obligado a Jean-Bertrand Aristide, el presidente electo, a que se fuera del país en 1991. Durante su presidencia, el ejército llevó a cabo algunas de las más duras violaciones de los derechos humanos. 
En 1994, el gobierno de los EE. UU. ejerció presión sobre los líderes militares haitianos represivos a renunciar y permitir que el presidente electo, Jean-Bertrand Aristide, regresase al país y restablecer el orden constitucional. En mayo, el Consejo de Seguridad de Naciones Unidas pidió a todos los medios necesarios la posibilidad para el regreso del presidente electo Jean-Bertrand Aristide en el poder - (Resolución 917). Cerca de 100 observadores de la ONU se dirigieron a República Dominicana, frontera con Haití; a mediados de agosto para detener el contrabando de petróleo y en su consecuencia el mantenimiento de los militares haitianos. En respuesta, Émile Jonassaint, declaró un estado de sitio y acusó al mundo de haber "declarado la guerra a los pobres de Haití, que no ha perjudicado a nadie." 
A lo largo de agosto de 1994, el ejército y sus aliados paramilitares y el "Frente para el Avance y el Progreso de Haití” realizaron un asesinato, mientras que los partidarios de Aristide organizaron desfiles de "voluntarios" para luchar contra una invasión. 
El 18 de septiembre de 1994 el presidente Bill Clinton envió a Haití al expresidente Jimmy Carter, al expresidente de la Junta de Estado Mayor el general Colin Powell, y el senador Sam Nunn para negociar el regreso del Presidente Jean-Bertrand Aristide. Emile Jonassaint firmó entonces el Acuerdo de Port-au-Prince y renunció como jefe del Gobierno Provisional de Haití, posibilitando así el regreso del presidente electo.
Jonassaint murió el 24 de octubre de 1995 en la capital del país, a los 82 años.